# Liste de joueurs des ligues majeures qui ont volé 500 buts
Au baseball, un but volé est accordée à un coureur qui avance d'un but alors que le frappeur n'a pas mis la balle en jeu et que la défense ne commet pas d'erreur, de balle passée ou de mauvais lancer. Pour voler 500 buts, il est nécessaire de voler 25 buts en moyenne par an durant 20 ans. La vitesse et la longévité sont nécessaires pour atteindre ce palier. Rickey Henderson a accumulé 1406 buts volés entre 1979 et 2003, loin devant Lou Brock (938 entre 1961 et 1979). Juan Pierre est le joueur en activité avec le plus grand nombre de buts volés (554 à la fin de la saison 2011).

## Classement

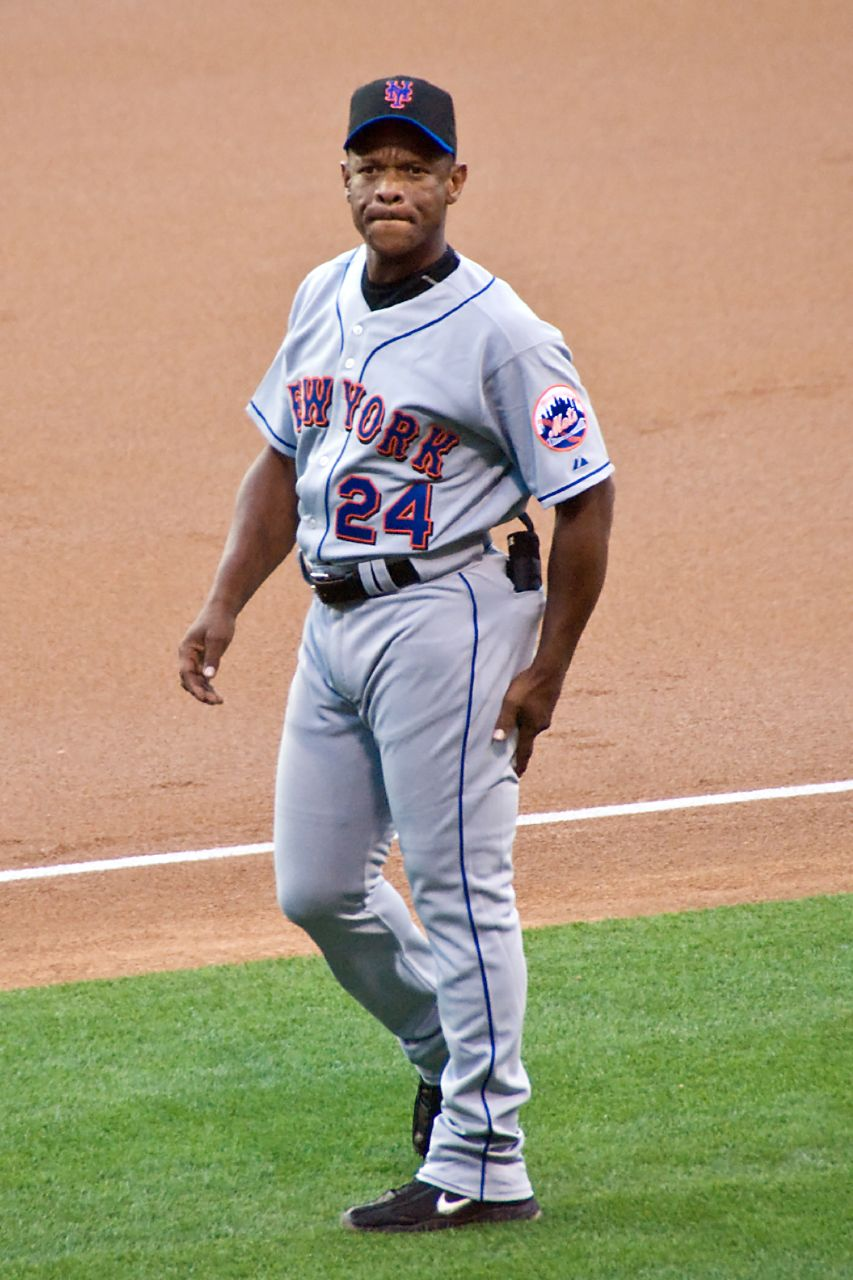
Le champion incontesté des voleurs de buts avec 1406 en carrière, Rickey Henderson.

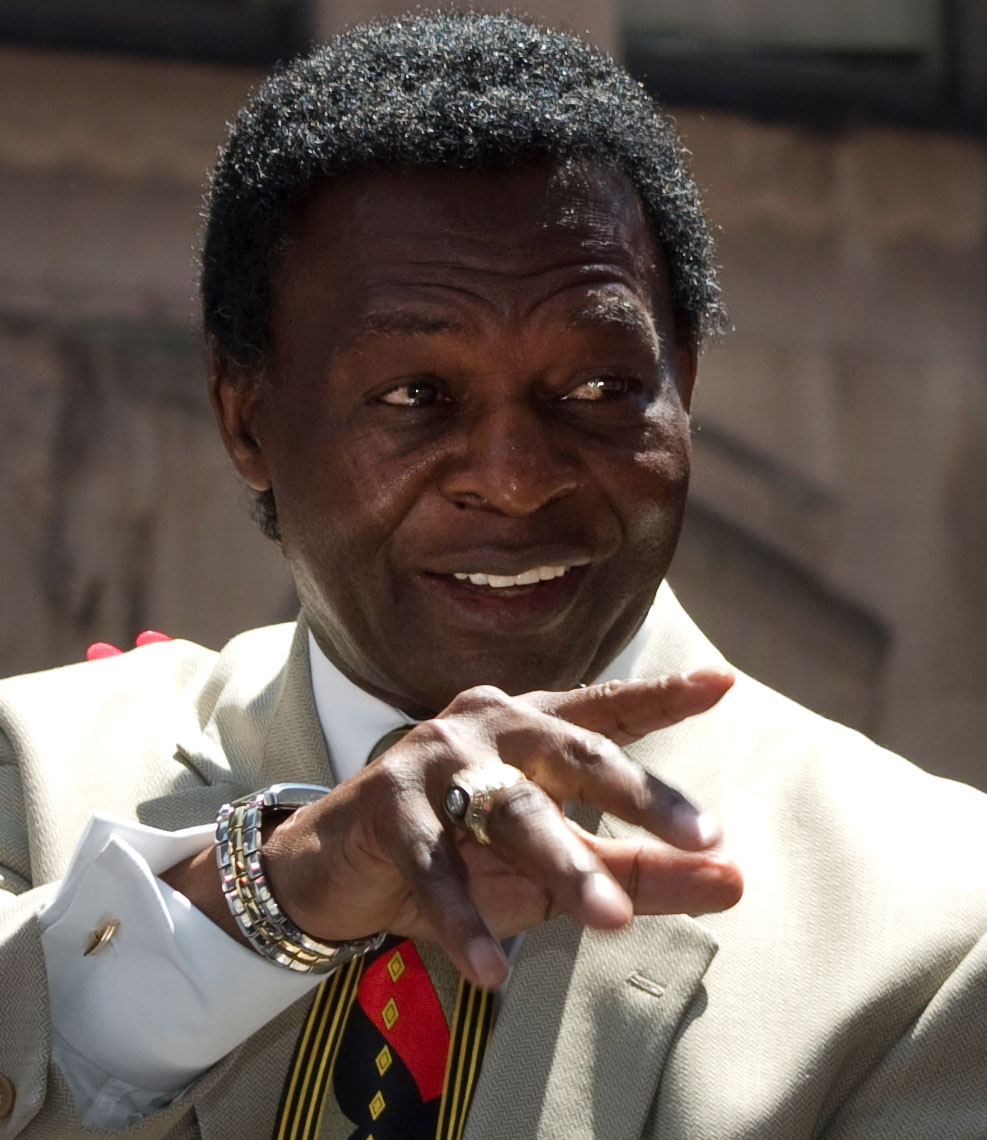
L'ancien roi des buts volés, aujourd'hui second dans l'histoire : Lou Brock.

En gras, les joueurs actifs. Statistiques mises à jour après la saison 2013.
| Place | Joueur                   | Buts volés |
| ----- | ------------------------ | ---------- |
| 1     | Rickey Henderson         | 1406       |
| 2     | Lou Brock                | 938        |
| 3     | Billy Hamilton           | 912        |
| 4     | Ty Cobb                  | 892        |
| 5     | Tim Raines               | 808        |
| 6     | Vince Coleman            | 752        |
| 7     | Arlie Latham             | 742        |
| 8     | Eddie Collins            | 741        |
| 9     | Max Carey                | 738        |
| 10    | Honus Wagner             | 722        |
| 11    | Joe Morgan               | 689        |
| 12    | Willie Wilson            | 668        |
| 13    | Tom Brown                | 657        |
| 14    | Bert Campaneris          | 649        |
| 15    | Kenny Lofton             | 622        |
| 16    | Otis Nixon               | 620        |
| 17    | George Davis             | 616        |
| 18    | Juan Pierre              | 614        |
| 19    | Dummy Hoy                | 596        |
| 20    | Maury Wills              | 586        |
| 21    | George Van Haltren       | 583        |
| 22    | Ozzie Smith              | 580        |
| 23    | Hugh Duffy               | 574        |
| 24    | Bid McPhee               | 568        |
| 25    | Brett Butler             | 558        |
| 26    | Davey Lopes              | 557        |
| 27    | Cesar Cedeno             | 550        |
| 28    | Bill Dahlen              | 547        |
| 29    | John Ward                | 540        |
| 30    | Herman Long              | 534        |
| 31    | Patsy Donovan Jack Doyle | 518        |
| 33    | Barry Bonds              | 514        |
| 34    | Harry Stovey Fred Clarke | 509        |
| 36    | Luis Aparicio            | 506        |
| 37    | Paul Molitor             | 504        |

## Joueurs en activité

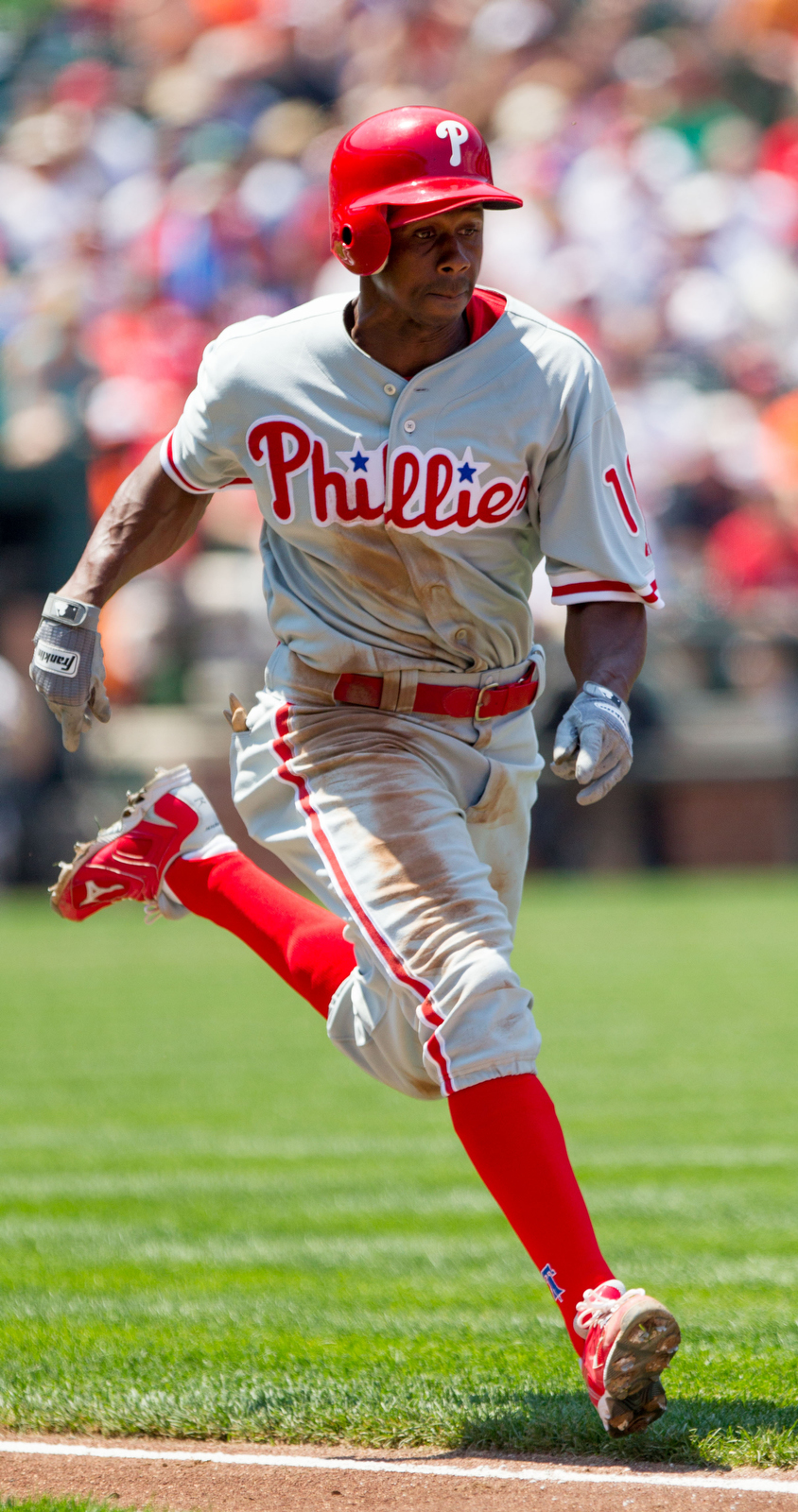
Après la saison 2013, Juan Pierre est le meilleur voleur de buts parmi les joueurs en activité et le de l'histoire.

Liste mise à jour après la saison 2013.
| Joueur                   | Buts volés |
| ------------------------ | ---------- |
| Juan Pierre              | 614        |
| Ichiro Suzuki            | 472        |
| Carl Crawford            | 447        |
| José Reyes Jimmy Rollins | 425        |
| Derek Jeter              | 348        |
| Alex Rodriguez           | 322        |
| Rafael Furcal            | 314        |
| Carlos Beltrán           | 308        |
| Michael Bourn            | 299        |